# Cesare Capoquadri
Cesare Capoquadri (Empoli, 23 giugno 1790 – Firenze, 18 gennaio 1871) è stato un giurista italiano.
Nacque a Ponte a Elsa, frazione di Empoli, dal chirurgo e filantropo Rocco e da Francesca di Pietro Franchini. Alla sua prima educazione e formazione culturale contribuì il dotto prelato suo parente Don Ilario, Parroco della vicina Bastia, ma ben presto fu iscritto, dal 1801, al qualificato Collegio Cicognini di Prato, per passare poi all'Ateneo di Pisa dove si laureò in Giurisprudenza a soli 18 anni, senza mai peraltro abbandonare il suo amore per le lettere. Iniziò il tirocinio di Legale a Firenze presso l'Avvocato Bellucci, che però morì precocemente, e di cui sposò nel 1818 la figlioccia Fulvia Borghesi Franceschini, nobile senese, che gli diede sei figli.
Esercitò poi la libera professione forense dal 1811 al 1837, divenendo un avvocato di grido, e presso il suo studio fece praticantato anche Giuseppe Giusti. Seppe mettersi in vista ancora molto giovane negli ambienti liberali per aver saputo risolvere, da abile legale, alcuni casi difficili e politicamente rilevanti, come la difesa, nel 1833, di alcuni patrioti senesi affiliati alla Giovine Italia e accusati di lesa maestà. Con notorietà e successo evitò loro la pena di morte.
Fu Liberale ma legato alla dinastia dei Lorena, che ne apprezzarono il valore; infatti nel 1836 fu nominato Avvocato fiscale, Suprema Magistratura dell'Accusa, e nel 1841 Presidente della Corte Suprema di Cassazione. Prima e durante i moti del 1848 collaborò per rendere possibili le riforme che precedettero lo Statuto toscano, pur senza mettere mai in forse il suo attaccamento al Granduca.
Nel 1847 divenne membro della commissione per la compilazione dei Codici Civile e Penale. Fu Senatore nel Parlamento del 1848 e poi Consigliere di Stato Straordinario e Ministro negli affari Ecclesiastici durante il ministero Ridolfi. Nel ministero Baldasseroni (1849) gli fu affidato l'incarico di Guardasigilli, carica che accettò nella speranza di salvare le libertà costituzionali e di porre un freno alla reazione, e fece di tutto per rendere la giustizia e la Magistratura indipendenti da ogni influenza politica. Dissentì decisamente sulla convenzione militare stipulata con l'Austria relativamente all'occupazione della Toscana, lesiva dell'indipendenza, e su altri provvedimenti che limitavano le libertà statutarie, e di conseguenza presentò le sue dimissioni, coerente con i suoi principi di liberale moderato. Pregato di ritirarle, lo fece a malincuore, cercando di persuadere il sovrano a riattivare lo Statuto. Invano. Lasciò allora definitivamente il Governo il 19 settembre 1850, reintegrandosi come Consigliere di Stato. Gli subentrò il parente Niccolò Lami, anch'esso di area empolese.
Collaborò alla discussione sul Codice dei Delitti e delle Pene.
A Firenze, in Piazza Peruzzi, si trova il Palazzo Capoquadri, anticamente Peruzzi, di sua proprietà, dove è conservato il busto in marmo del Dupré che lo ritrae.
Andatosene il Granduca, con il quale rimase in amichevoli rapporti epistolari, si ritirò nella sua residenza “Villa Stella” a Firenze, dove morì e fu sepolto, assistito dall'unico figlio superstite, Marco. La sua vita privata e familiare fu infatti costellata di tragici eventi: ben sue quattro figlie morirono bambine, e la consorte Fulvia nel fiore degli anni, nel 1832. Sopravvisse più a lungo la figlia Virginia, sposata con prole a Giovan Batista Martini di Montevarchi, che comunque gli premorì ancora giovane. Di queste sventure fanno testimonianza le toccanti e struggenti iscrizioni funerarie composte dall'amico Giovanni Battista Niccolini.